# Auhagen
Auhagen is een gemeente in de Duitse deelstaat Nedersaksen. De gemeente maakt deel uit van de Samtgemeinde Sachsenhagen in het Landkreis Schaumburg.
Auhagen telt 1.238 inwoners.

## Ligging, infrastructuur
Tot de gemeente Auhagen behoort ook het dorp Düdinghausen. Dit ligt ten noorden van Auhagen, en wordt door 1½ kilometer bos gescheiden van de nog verder naar het noorden gelegen buurgemeente Hagenburg. Auhagen zelf ligt direct ten oosten van Sachsenhagen en is daar nagenoeg aan vast gebouwd. Bijna direct ten zuiden van deze twee plaatsen loopt het voor de binnenscheepvaart belangrijke Mittellandkanaal.

## Geschiedenis

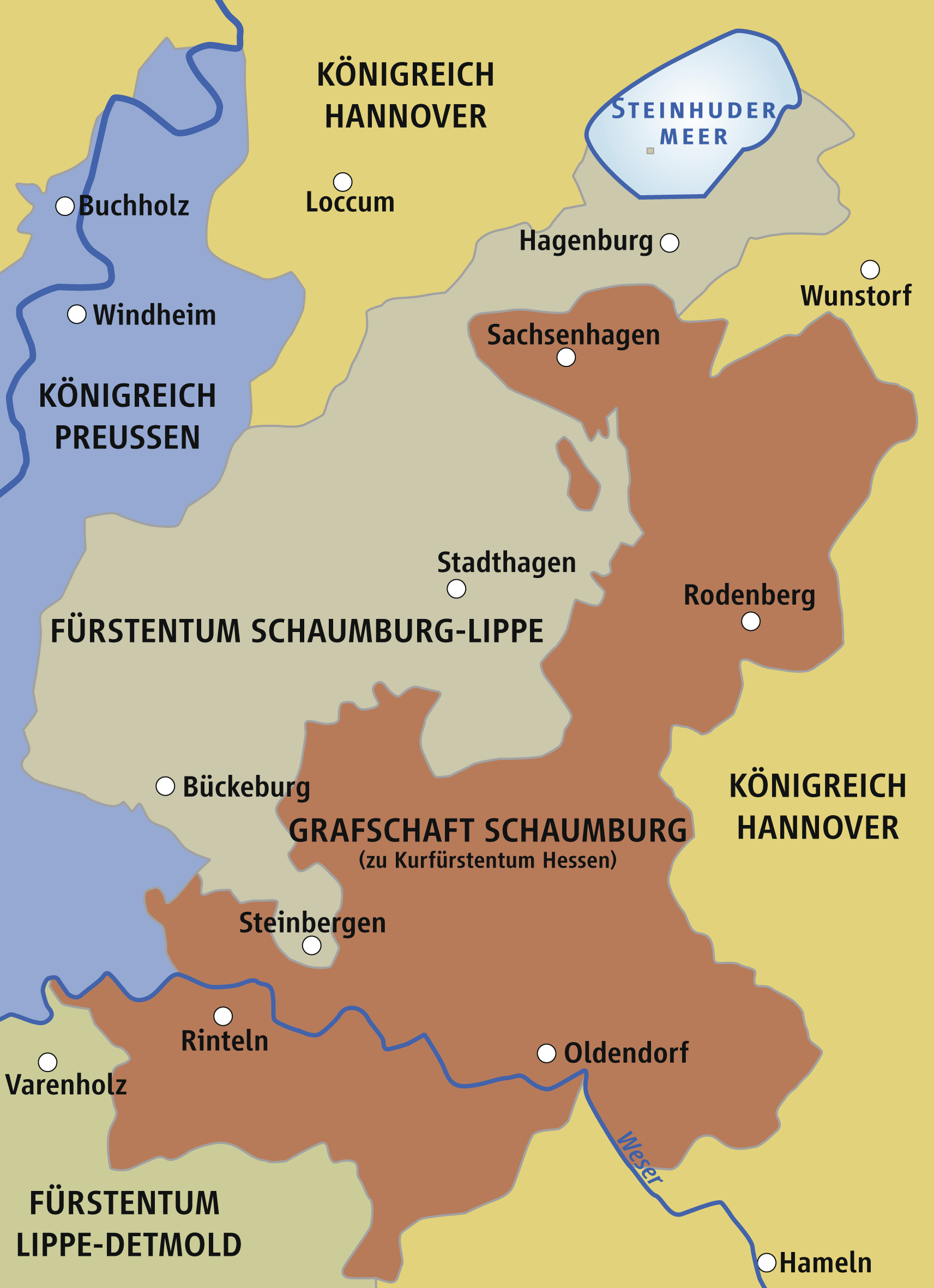
De Schaumburger gebieden van 1648-1866. Auhagen ligt in het donkerrode, destijds Hessische gebied.

Auhagen werd in de 13e eeuw gesticht als ontginningsnederzetting van de heren van Sachsenhagen in het oude Dühlwald.  In 1559 werd het na de Reformatie evangelisch-luthers.
Anders dan buurgemeente Hagenburg, werd het samen met Sachsenhagen in 1647 bij de deling van het Graafschap Schaumburg aan het Hessische deel, dus niet aan Schaumburg-Lippe, maar aan het Landgraafschap Hessen-Kassel toegewezen. Van 1807-1866 was dit een deel van het Koninkrijk Westfalen en vanaf 1866 een deel van Pruisen; in 1871 werd Pruisen geïntegreerd in het Duitse Keizerrijk.

## Economie, toerisme

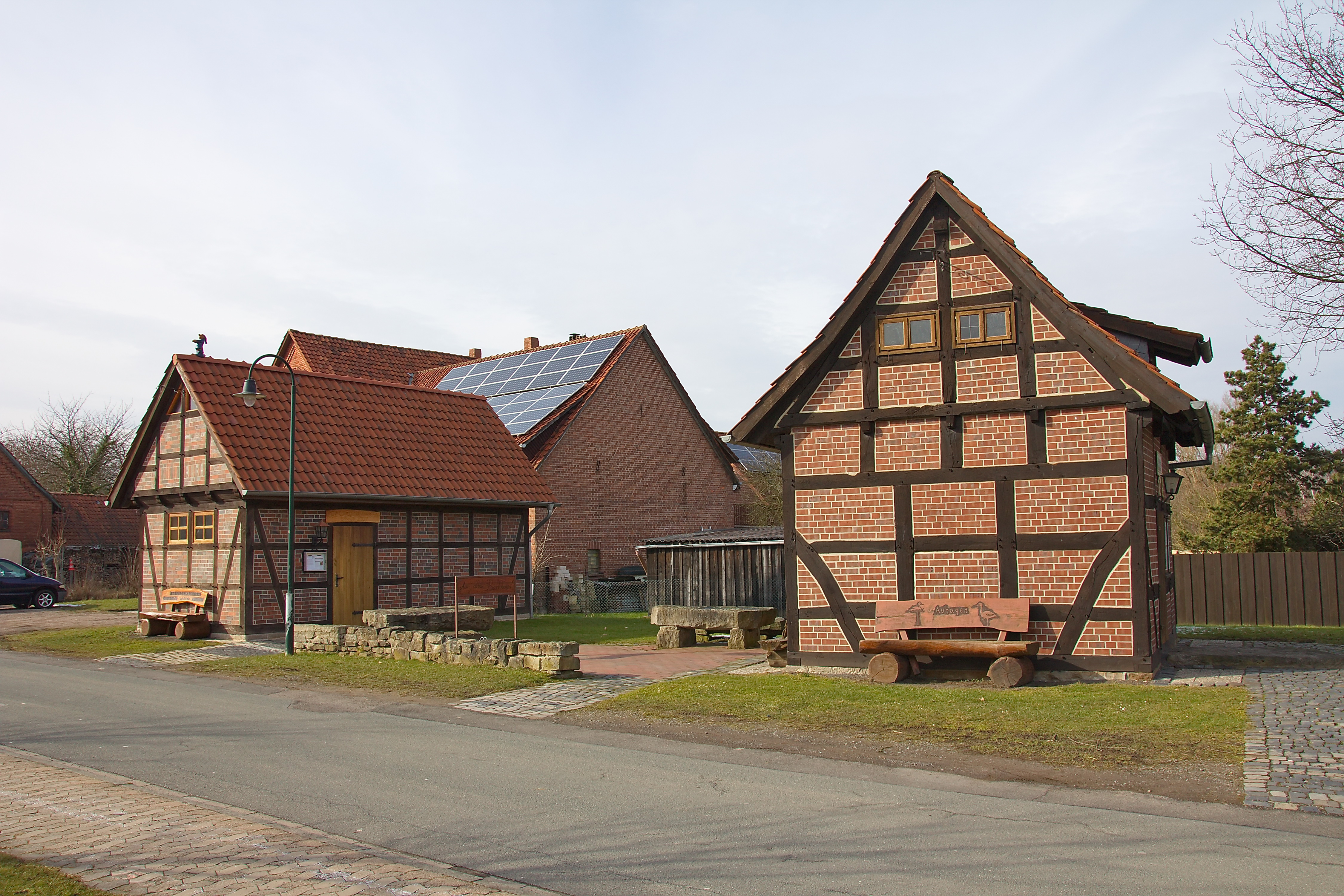
Typische vakwerkboerderij te Auhagen

Auhagen is een rustig forensen- en toeristendorp. Het is o.a. bekend vanwege de vele ooievaars, die in en bij het dorp nestelen. 
- Gemeinsame Normdatei: 4831102-9
- Virtual International Authority File: 248304367

Ahnsen · 
Apelern · 
Auetal · 
Auhagen · 
Bad Eilsen · 
Bad Nenndorf · 
Beckedorf · 
Buchholz · 
Bückeburg · 
Hagenburg · 
Haste · 
Heeßen · 
Helpsen · 
Hespe · 
Heuerßen · 
Hohnhorst · 
Hülsede · 
Lauenau · 
Lauenhagen · 
Lindhorst · 
Lüdersfeld · 
Luhden · 
Meerbeck · 
Messenkamp · 
Niedernwöhren · 
Nienstädt · 
Nordsehl · 
Obernkirchen · 
Pohle · 
Pollhagen · 
Rinteln · 
Rodenberg · 
Sachsenhagen · 
Seggebruch · 
Stadthagen · 
Suthfeld · 
Wiedensahl · 
Wölpinghausen